# Филип Шепа
Филип Шепа (Београд, 5. јун 1990) је српски кошаркаш. Игра на позицији бека.

## Каријера
Шепа је кошарком почео да се бави у КК Земун. Први професионални уговор је потписао са Црвеном звездом. Међутим, током једне сезоне са црвено-белима није добијао пуно шансе. Касније је играо за Раднички Крагујевац и Нови Сад, а од 2011. до 2014. је наступао за ОКК Београд. Сезону 2014/15. је провео у екипи Кожува, а наредну је био члан Карпош Сокола. Сезону 2016/17. започео је у дресу Крајове, али се већ почетком јануара 2017. вратио у Карпош Соколе. Сезону 2017/18. је провео у Чешкој где је играо за Оломоуцко. Сезону 2018/19. је почео играјући за екипу Земуна у Другој лиги Србије да би у јануару 2019. године прешао у Братунац.
Током 2012. године, откривено је да има тумор на малом мозгу. Ипак, успео је да се опорави и врати се професионалној кошарци.

## Успеси

### Клупски
- Карпош Соколи:
  - Куп Македоније (1): 2017.

### Репрезентативни
- Европско првенство до 16 година:  2006.